# Tommy Smith (labdarúgó, 1945)
Tommy Smith (Liverpool, 1945. április 5. – Crosby, 2019. április 12.) válogatott angol labdarúgó, hátvéd.

## Pályafutása

### Klubcsapatban
1960-ban a Liverpool korosztályos csapatában kezdte a labdarúgást. 1962-ben mutatkozott be az első csapatban, ahol 1978-ig játszott. 1976-ban kölcsönben szerepelt az amerikai Tampa Bay Rowdies együttesében. 1978-ban az amerikai Los Angeles Aztecs játékos-edzője volt. 1978–79-ben a walesi Swansea City csapatában fejezte be az aktív labdarúgást.
A Liverpoollal négyszeres angol bajnok és kétszeres kupagyőztes volt. A nemzetközi kupákban egy BEK- és két UEFA-kupagyőzelmet ért el a csapattal.

### A válogatottban
1971-ben egy alkalommal szerepelt az angol labdarúgó-válogatottban.

## Sikerei, díjai
Liverpool FC
- Angol bajnokság (First Division)
  - bajnok (4): 1965–66, 1972–73, 1975–76, 1976–77
- Angol kupa (FA Cup)
  - győztes (2): 1965, 1974
- Angol szuperkupa (FA Charity Shield)
  - győztes (4): 1965 (megosztva), 1966, 1974, 1977 (megosztva)
- Bajnokcsapatok Európa-kupája (BEK)
  - győztes: 1976–77
- Kupagyőztesek Európa-kupája (KEK)
  - döntős: 1965–66
- UEFA-kupa
  - győztes (2): 1972–73, 1975–76
- UEFA-szuperkupa
  - győztes: 1977